# Huperzia appalachiana
Huperzia appalachiana är en lummerväxtart som beskrevs av Joseph M. Beitel och John T. Mickel.
Huperzia appalachiana ingår i släktet lopplumrar och familjen lummerväxter. Inga underarter finns listade i Catalogue of Life.